# Костров, Николай Иванович
Николай Иванович Костров (19 мая 1901, Васильевское, Вятская губерния — 11 апреля 1996, Санкт-Петербург) — советский художник, живописец, график, член Санкт-Петербургского Союза художников (до 1992 года — Ленинградской организации Союза художников РСФСР).

## Биография
Николай Иванович Костров родился 19 мая 1901 года в селе Васильевском Нолинского уезда Вятской губернии; сын священника. Был внучатым племянником художника В. М. Васнецова.
В 1911—1915 гг. учился в Вятской духовной семинарии.
В 1919—1920 гг. учился в Казанском университете на филологическом факультете.
В 1921 г. вернулся в Вятку. Учился в студии Изоискусства при Доме культуры, руководимой М. Финиковым, где познакомился с молодым вятским художником Е. И. Чарушиным. По его совету поехал учиться в Ленинград и поступил в художественную школу.

В 1925 году состоялась памятная встреча Николая Кострова с Виктором Васнецовым. Николай приехал в Москву и по просьбе деда зашел в гости к Васнецовым. Именитый родственник его очень тепло принял, показал дом, свои последние произведения, но, как рассказывал Костров, работы эти не произвели на него должного впечатления, однако он этого не показал, был вежлив, и расстались они очень хорошо. Виктор Михайлович пригласил его к себе на Рождество, а Коля не пошёл, вместо этого отправился на выставку «смотреть Матисса и Пикассо». Николай Иванович рассказывал: «Это были противоположности: французское искусство — Матисс, Пикассо, Сезанн — и русское».

### Школа Матюшина
В 1922 Костров поступил в ленинградский ВХУТЕИН (Высший художественно-технический институт). Занимался у Александра Савинова, Александра Карева, Михаила Матюшина. С 1923 г. Н. Костров стал интересоваться деятельностью М. В. Матюшина в ГИНХУКе, посещать институт и делать опыты вместе с основной группой учеников Матюшина. Матюшин писал о нём: «Костров успел вовремя понять, что такое пространство, и нашёл в нём действие. А главное в нём есть вера искания и огромная энергия». Н. И. Костров оставался в кругу М. В. Матюшина до 1934 года. Ученики М. В. Матюшина дважды выставлялись совместно с ним: в 1923 г. на «Выставке петроградских художников всех направлений» под девизом «Зорвед» (зрение и ведание) и в 1930 г. в Центральном доме работников искусств.

Костров, возможно, оказался одним из самых последовательных учеников Матюшина. Ему передалось матюшинское понимание пространства: ощущение простора, ощущение взаимосвязи всех предметов.
В 1926 году Николай Костров окончил ВХУТЕИН вместе с Юрием Васнецовым, Валентином Курдовым, Евгением Чарушиным, Гертой Неменовой, Софьей Закликовской, Василием Купцовым, Павлом Кондратьевым и другими известными художниками. С 1926 года Николай Костров участвовал в выставках. Писал портреты, пейзажи, натюрморты, иллюстрировал книги. Работал в технике масляной живописи, коллажа, карандашного рисунка, офорта и цветной литографии.
В 1926—1928 гг. три года служил на корабле «Комсомолец» на Балтийском море. На выставке 1930 г. (под художественным девизом КОРН) в Ленинграде показал серию работ «Флот».
В 1930 году вместе с другой ученицей М. В. Матюшина, художницей Евгенией Магарил, совершил творческую поезду в Казахстан. Позднее, в 1930-е годы, вместе с женой, художником Анной Костровой совершил творческие поездки на Белое и Баренцево море, в Крым, Новгород, на Украину, в Казахстан, в Татарию.
В 1932 году Николая Кострова приняли в учреждённый Ленинградский Союз советских художников, членом которого он состоял свыше 70 лет. До середины 1930-х гг. работал, преимущественно, как живописец. С середины 1930-х гг. Н. И. Костров начал заниматься книжной иллюстрацией, работал в «Детгизе» с В. В. Лебедевым. Работал в литографии, в офорте, сотрудничал с Экспериментальной графической мастерской в ЛОСХ.

Каждый из матюшинцев сохранил в своей последующей работе настрой, полученный в годы учёбы. Костров был, пожалуй, самым удачливым из них. Немногие из учеников Матюшина смогли посвятить искусству всю жизнь, как Костров. Эпоха соцреализма многим искривила судьбы… Для живописца Кострова спасением стала книжная графика, он успешно занимался цветной литографией, пробовал себя в офорте… Он пробовал всё, во всём стремился достичь совершенства. И сумел найти свой неповторимый стиль….
Второй период возвращения к периоду учения у Матюшина начался у Н. И. Кострова в шестидесятые годы. В 1962 году, после выставки М. В. Матюшина в ЛОСХ, на которой он выступал, у Н. И. Кострова начался период творческого подъёма.
«Произведения последнего периода его творчества, наряду с работами 1920—30-х годов, несомненно, представляют значительный интерес для искусствоведов. В позднем творчестве Кострова влияние идей Матюшина проявляется всё чётче и определеннее. Николай Иванович по-своему осмысливает пространственную теорию Матюшина, но в общих чертах всё же следует ей: произведения 1960—80-х годов становятся связующим звеном с творчеством его учителя».

### Послевоенный период
В 1950—1970-е годы Николай Костров совершил творческие поездки в Армению, по старинным городам Вологодской и Владимиро-Суздальской земли, работал в домах творчества художников «Челюскинская», «Горячий Ключ», «Седнев», на Сенеже. Впечатления от этих поездок послужили материалом для многочисленных графических и живописных работ.
Персональные выставки художника были показаны в Ленинграде (1937, 1962, 1973, 1979), Москве (1974, 1983) и Санкт-Петербурге (1996), частично совместно с женой и художником Анной Костровой.
В 1986 г. Костров написал воспоминания «М. В. Матюшин и его ученики».
Николай Иванович Костров скончался в Санкт-Петербурге 11 апреля 1996 года на 95-м году жизни. Похоронен на Смоленском кладбище.

## Музейные коллекции
Произведения Николая Ивановича Кострова находятся в экспозициях и фондах многих музеев России и в частных собраниях России, Германии, Франции и других стран.
- Государственный Русский Музей[18].
- Кировский областной художественный музей им. В. М. и А. М. Васнецовых[19] — хранится более 50 его работ.
- Музей изобразительных искусств Республики Карелия.
- Музей «Царскосельская Коллекция» (Пушкин).

## Выставки
- 1935 год (Ленинград): Первая выставка ленинградских художников 1935 года.
- 1939 год (Ленинград): Выставка произведений ленинградских художников 1939 года.
- 1947 год (Ленинград): Выставка произведений ленинградских художников 1947 года.
- 1951 год (Ленинград): Выставка произведений ленинградских художников 1951 года[20].
- 1953 (Ленинград): Весенняя выставка произведений ленинградских художников 1953 года.
- 1956 (Ленинград): Осенняя выставка произведений ленинградских художников 1956 года[21].
- 1957 (Ленинград): 1917—1957. Юбилейная выставка произведений ленинградских художников, посвящённая 40-летию Великой Октябрьской социалистической революции[22].
- 1958 (Ленинград): Осенняя выставка произведений ленинградских художников 1958 года[23].
- 1960 (Ленинград): Выставка произведений ленинградских художников 1960 года в залах ЛОСХ[24].
- 1960 (Ленинград): Выставка произведений ленинградских художников 1960 года в Государственном Русском музее[25].
- 1964 (Ленинград): Ленинград: Зональная выставка произведений ленинградских художников 1964 года[26].
- 1968 (Ленинград): Осенняя выставка произведений ленинградских художников 1968 года[27].
- 1972 (Ленинград): Наш современник: Вторая выставка произведений ленинградских художников 1972 года[28].
- 1972 (Ленинград): По Родной стране: Выставка произведений ленинградских художников 1972 года, посвящённая 50-летию образования СССР[29].
- 1975 (Ленинград): Наш современник: Зональная выставка произведений ленинградских художников 1975 года.
- 1976 (Москва): Изобразительное искусство Ленинграда: Ретроспективная выставка произведений ленинградских художников[30].
- 1977 (Ленинград): Выставка произведений ленинградских художников 1977 года, посвящённая 60-летию Великого Октября[31].
- 1978 (Ленинград): Осенняя выставка произведений ленинградских художников 1978 года[32].
- 1997 (Санкт-Петербург): Выставка «Связь времён. 1932—1997. Художники — члены Санкт-Петербургского Союза художников России. К 65-летию Санкт-Петербургского Союза художников» в ЦВЗ «Манеж»[33].